# Beatriz Amélia Alves de Sousa Oliveira Basto da Silva
Beatriz Amélia Alves de Sousa Oliveira Basto da Silva nasceu em Anadia (Portugal), em 1944 e licenciou-se em História na Universidade de Coimbra, com uma tese de Historiografia - o Conceito de História em António Caetano do Amaral.
Em Macau desde 1970, foi professora de História do Ensino Secundário tendo também sido nomeada para ensinar a cadeira de História de Macau no Centro de Formação de Magistrados. 
Pertenceu, a convite do Governo de Macau, à Comissão Territorial para a Comemoração dos Descobrimentos Portugueses.
Foi deputada da V Legislatura da Assembleia Legislativa de Macau e integrou o Conselho de Gestão da Fundação Macau, situação em que se reformou da Função Pública.
Pertenceu a diversas associações de Macau, tais como a Associação Para a Instrução dos Macaenses (APIM), Santa Casa da Misericórdia e a Asianostra/ Estudo de Culturas. Além disso, é ainda Membro Académico Correspondente da Sociedade Portuguesa de História, Membro do Conselho Internacional de Arquivos e sócia efectiva da Sociedade de Geografia de Lisboa.
Participante em diversos Cursos, Encontros e Congressos, desempenhou ainda outros cargos de relevo no Território, tais como os de Directora da Escola do Magistério Primário (onde criou e leccionou a disciplina de "História de Macau", sendo autora do respectivo programa) e Directora do Arquivo Histórico de Macau, desde a sua criação, em 1979, até 1984.
Conhecida investigadora da História deste Território; tem várias obras publicadas e conferências proferidas, além de vasta colaboração dispersa por revistas culturais do Território e de Portugal.
Foi consultora da Série Documental Televisiva "O Ocidente no Oriente", produção TDM, Macau.
Integrou a Equipa do Projecto do Museu de Macau (Museum of Macau), sendo autora de um dos Capítulos do Livro editado em 1998 sobre o Museu.
Beatriz Basto da Silva regeu ainda vários cursos na área da sua especialidade, tendo feito parte de diversas Comissões criadas pelo Governo e pela Diocese de Macau. 
Em Junho de 1996 foi agraciada pelo Governo de Macau com a Medalha de Mérito Cultural. 
Espírito multifacetado, B. B. Silva cultiva ainda uma faceta artística que levou a frequentar durante 8 anos um curso livre de pintura, terminado em Paris, com o patrocínio da Fundação Calouste Gulbenkian, além de haver estudado piano nos Conservatórios de Coimbra e do Porto.

## Obras
- Elementos da História de Macau (ed. da Direcção dos Serviços de Educação e Juventude Macau - EDU - 1986
- Insígnias de Macau - Estudo (ed. Leal Senado de Macau, 1986)
- Malaca: o Futuro no Passado e Em Malaca Redescobrir Portugal (ambos editados pela EDU, em 1989)
- Cronologia da História de Macau - Vol. I a V (ed. Direcção dos Serviços de Educação e Juventude, Macau, 1992 - 1998)[1][2][3][4][5]
- Emigração de Cules - Dossier Macau, 1851 - 1994 (ed. Fundação Oriente, Macau, 1994)[6]
- Silêncios (ed. Mar Oceano, Macau, 1996)[7]

## Estudos e Artigos
- "Edições de Os Lusíadas existentes em Macau"
- "Macau e o Sião no séc. XVII"
- "Várias Epístolas - um perfil: D. Alexandre Gouveia, Bispo de Pequim"
- "Rivalidade Luso-Holandesa entre a Índia e Macau, nos séculos XVI e XVII"
- "O Padre Visitador Valignano, S.J. e o IV Centenário da Imprensa de Caracteres Móveis em Macau" (Revista de Cultura, nº6)
- "A Presença Portuguesa no Oriente" (CTT, 1989)
- "Heranças" (nº especial do Grupo Cultural de Macau na sua deslocação a Goa, Dez., 1990)
- "A Identidade Macaense" (Via Latina, Coimbra, 1991)
- "Malaca, a opulenta" (Revista Macau, nº 39, 1991)
- "Ponto de Encontro - Ponto de Partida - um Ponto Importante: Macau" (Portugal Turismo, nº4, VI série, Lisboa, 1990)
- "Macau - Um Sinal da Europa nas Relações Sino-Japonesas do Século XVI" (ed. Fundação Macau, em chinês, 1994)
- "Macaenses Who are they? A problem of identity" (Boletim de Estudos de Macau, Fundação Macau - Universidade de Macau, 1993 - em inglês e chinês)
- "Relações pluricomunitárias no Micro-Espaço: Macau" (in Seminário Internacional da Fundação Transcultural, Macau, 1993)
- "Viagens Portuguesas à Ásia e Japão no Período Renascentista" (in Tóquio, 1993, editado em 1994 em inglês e japonês)
- "Dª Juliana Dias da Costa - Uma cristã na Corte Mogol - Século XVIII" (Comunicação ao Congresso Internacional "O Rosto Feminino na Expansão Portuguesa", Lisboa, 1994).

## Conferências
- Participou com Comunicação sobre "O Museu de Macau, uma referência para o futuro" no Simpósio Internacional "Ocidente e Extremo Oriente, Cultura Musical e Espírito", efectuado de Lagos a Guimarães, de 3 a 7 de Outubro de 1997.
- Participou com Comunicação "O Ministério Público - Alguns Aspectos Históricos", nas jornadas " O Ministério Público e a Sociedade", realizadas em Macau, de 20 a 21 de Fevereiro de 1998.
- Participou com Comunicação sobre "Caminhos para uma Antropologia Recíproca" no Colóquio Internacional "O Culto a S. Gonçalo de Amarante" em S. Paulo - Brasil - de 24 a 27 de Setembro de 1999.
- Comissária da Exposição "Vida e Obra de Monsenhor Manuel Teixeira" e coordenadora do Álbum foto-bio-bibliográfico então publicado pela "Livros do Oriente". A Exposição teve lugar em Lisboa, 1999 e teve itinerância até Freixo-de-Espada-a-Cinta, onde a Comissária fez uma conferência sobre "Monsenhor Teixeira e a Missão Portuguesa de Macau".
- Comunicação no Colóquio "Portugal - Brasil - 500 Anos de História" sobre "Contactos entre Macau e o Brasil - Uma amostragem", na Sede da Academia Portuguesa da História, Lisboa, 2 de Maio de 2000.
- Apresentou recentemente a exposição fotográfica de Carmo Correia "Sentir Macau - O Património", na Fundação Oriente, Lisboa, 2012.
- Fez duas conferências em Lisboa em memória do 1º Centenário de Mons. Teixeira, uma na Fundação Oriente e outra no CCCM, ambas em 2012.
- Fez uma conferência sobre o mesmo tema e pelo mesmo motivo em Macau, IPOR, 2012.
- Aulas abertas na Universidade Sénior da Marinha Grande "Encontro de Culturas", 2009) e na Escola nº 19 de Coimbra ("O Quotidiano de Macau", 2010).
- Integrou o Painel/Debate sobre "Identidade Macaense" na Faculdade de Letras da Universidade de Coimbra - Departamento de Geografia.
- Apresentação de um livro de A.M. Couto Viana na S.G.L., 2002.
- Apresentou o livro de J.J. Monteiro "Memórias do Romanceiro de Macau" - IIST, Macau, 2013.
- Conduziu um "Encontro de Fim-de-Tarde" na Fundação Rui Cunha (Macau, 23 Jan. 2014) sobre "As Crianças na Expansão Portuguesa".